# 18. Armee (Deutsches Kaiserreich)

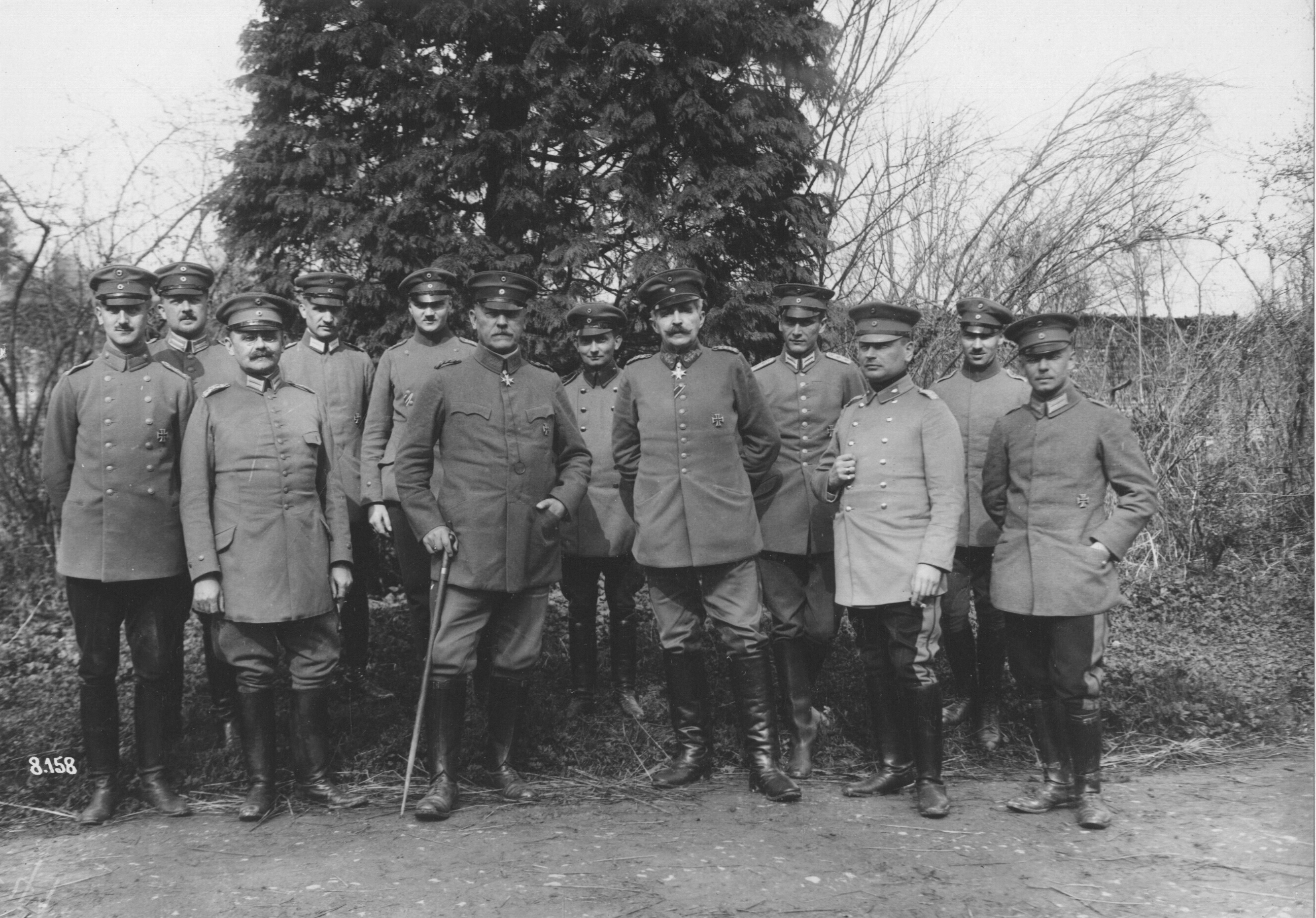
Die Spitze der 18. Armee im Garten des Armeehauptquartiers im April 1918: General von Hutier (Mitte, mit Stock), sein Stabschef Generalmajor von Sauberzweig (Mitte rechts) und Angehörige ihres Stabes

Als 18. Armee / Armeeoberkommando 18 (AOK 18) wurde ein Großverband und die dazugehörige  Kommandobehörde des deutschen Heeres während des Ersten Weltkrieges (1914–1918) bezeichnet. Sie umfasste mehrere Armee- oder Reservekorps sowie zahlreiche Spezialtruppen.

## Geschichte
Im Jahr 1918 versammelte die Oberste Heeresleitung zahlreiche Truppen für die geplante Frühjahrsoffensive (Operation „Michael“) an der Westfront. Neben der Verstärkung der Armeen die bereits in der Front standen, wurden zwei neue Armeen, die 17. und die 18. Armee, versammelt. Die Truppen der 18. Armee sammelten sich ab Januar 1918 im Raum um St. Quentin. Das neue Armeeoberkommando 18 ging bereits am 27. Dezember 1917 aus dem ehemaligen Oberkommando der Heeresgruppe Woyrsch hervor. Oberbefehlshaber der neuen Armee wurde General der Infanterie Oskar von Hutier.
Bei dem am 21. März 1918 beginnenden Unternehmen Michael bildete die 18. Armee zusammen mit der 7. Armee den linken Angriffsflügel. Die 18. Armee hatte unter dem Decknamen „Michael III“ Anweisung, südlich des Omignon-Baches zu beiden Seiten von St. Quentin konzentriert auf Amiens zu stoßen. 
Auf 30 Kilometer Ausgangsfront, verfügte die Armee über 27 Divisionen (darunter 5 Stellungsdivisionen), 2.623 Geschütze, 1.257 Minenwerfer und 350 Flugzeuge. Der Armee war der Durchbruch nördlich St. Quentin und bei La Fère zugewiesen, den Franzosen sollte es hier nicht gelingen, über die Bahnstrecke Roye-Chaulnes und Montdidier-Amiens den im Norden bedrängten Briten Verstärkungen zu bringen. 
Die Offensive der 18. Armee entwickelte sich bis Anfang April gegenüber der britischen 5. Armee sehr erfolgreich, endete aber schließlich vor Amiens. Auch danach verblieb die Armee an der Westfront, ab August 1918 begannen dann die Absetz- und Rückzugskämpfe.
Das Hauptquartier des Armeeoberkommandos befand sich fast durchgehend in Leschelle, bis auf die Zeit vom 9. Mai bis 27. August 1918, in der es sich in Auroir aufhielt. Auf dem Rückzug nach dem Waffenstillstand von Compiègne wurde ab dem 2. Dezember 1918 das Hauptquartier in Biedenkopf eingerichtet.